# Duane Simpkins
Pour les articles homonymes, voir Simpkins.
Duane Simpkins, né le 9 avril 1974 aux États-Unis, est un joueur de basket-ball professionnel américain. Il mesure 1,82 m.

## Université
- 1992 - 1996 :  University of Maryland (NCAA 1 )

## Clubs
- 1996 - 1997 :  Bree (Division 1)
- 1997 - 1998 :  Chalon-sur-Saône (Pro A)
- 1998 - 2000 :
- 2000 - 2001 :  Maryland (USBL)
- 2001 - 2002 :  Kansas (USBL) puis  Kentucky Pro Cats (ABA) puis  Saint Louis (USBL)
- 2002 - 2003 :  Milan (Lega A)
- 2003 - 2003 :  Shangdong Jinsidun (CBA Chine)
- 2004 - 2005 :

## Vidéo
- Vidéo de YouTube (Maryland gagne contre Georgetown en 1993) avec le panier de la victoire pour Duane Simpkins :

## Sources
- Maxi-Basket
- Le journal de Saône-et-Loire